# Língua xârâcùù
Xârâcùù, ou Kanala, é uma língua Oceânica falada na Nova Caledônia. Tem cerca de 5750 falantes nas comunidades de Canala, Thio e  Boulouparis. É ensinada numa escola primária e numa faculdade em Canala e em uma faculdade em Thio.

## Escrita
A escrita tem como base o alfabeto latino (sem as letras H, Q, V, Z) e foi desenvolvida nos anos 80. A escrita apresenta extenso uso de diacríticos. Antes, missionários usavam a escrita utilizada pela língua Ajië para o Xârâcùù.